# Bahnstrecke Mézy–Romilly-sur-Seine
| Streckenbeginn in Mézy an der Bahnstrecke Paris–Strasbourg (nach li.). |                      |                                                                   |                                                                   |
| Streckennummer (SNCF): | 004 000              |                                                                   |                                                                   |
| Kursbuchstrecke (SNCF): | 222                  |                                                                   |                                                                   |
| Streckenlänge: | 78,7 km              |                                                                   |                                                                   |
| Spurweite: | 1435 mm (Normalspur) |                                                                   |                                                                   |
| Maximale Neigung: | 12 ‰                 |                                                                   |                                                                   |
| Zweigleisigkeit: | nein                 |                                                                   |                                                                   |
| |                      |                                                                   |                                                                   |
| \| \| \| Bahnstrecke Paris–Strasbourg von Paris-Est \| \| \| \| 0,0 \| Mézy \| 66 m \| \| \| 0,1 \| Bahnstrecke Paris–Strasbourg nach Strasbourg \| Bahnstrecke Paris–Strasbourg nach Strasbourg \| \| \| 2,1 \| Crézancy \| 68 m \| \| \| ~4,4 \| Connigis-Saint-Eugène \| 76 m \| \| \| 8,1 \| Condé-en-Brie \| 83 m \| \| \| \| Dhuis \| \| \| \| 14,4 \| Pargny-la-Dhuys \| 146 m \| \| \| ~17,1 \| Dhuis-Schlucht (17 m) \| Dhuis-Schlucht (17 m) \| \| \| 18,1 \| Artonges \| 165 m \| \| \| 20,8 \| Villemoyenne \| 196 m \| \| \| 21,5 \| Aisne / Marne \| Aisne / Marne \| \| \| \| Bahnstrecke La-Ferté-sous-Jouarre–Montmirail (CFD) \| \| \| \| 25,7 \| Montmirail \| 162 m \| \| \| \| \| \| \| \| 28,4 \| Petit Morin (8 m) \| Petit Morin (8 m) \| \| \| 32,9 \| Bergères-sous-Montmirail \| 186 m \| \| \| \| Bahnstrecke Épernay–Montmirail (CBR) \| \| \| \| 35,8 \| Le Gault \| 195 m \| \| \| \| Bahnstrecke Gretz-Armainvilliers–Sézanne von Gretz-Armainvilliers \| \| \| \| 45,3 \| Esternay \| 159 m \| \| \| \| Bahnstrecke Gretz-Armainvilliers–Sézanne nach Sézanne \| \| \| \| \| Grand Morin \| \| \| \| \| Seu \| \| \| \| 54,5 \| Les Essarts-La Forestière \| Les Essarts-La Forestière \| \| \| 58,5 \| Nesle-la-Reposte \| 144 m \| \| \| 62,7 \| Villenauxe \| Villenauxe \| \| \| \| Le Plessis-Barbuise \| \| \| \| \| Périgny-la-Rose \| \| \| \| 72,6 \| Lurey-Conflans \| Lurey-Conflans \| \| \| \| Seine (zerstört); Marne / Aube \| \| \| \| \| Canal de Dérivation de Bernières à Conflans (zerstört) \| \| \| \| 77,1 \| Bahnstrecke Paris–Mulhouse von Paris-Est \| Bahnstrecke Paris–Mulhouse von Paris-Est \| \| \| 78,7 \| Romilly-sur-Seine \| 78 m \| \| \| \| Bahnstrecke Paris–Mulhouse nach Mulhouse-Ville \| \| \| \| \| Bahnstrecke Oiry-Mareuil–Romilly-sur-Seine nach Oiry \| \| |                      |                                                                   |                                                                   |
| Strecke |                      | Bahnstrecke Paris–Strasbourg von Paris-Est                        | Bahnstrecke Paris–Strasbourg von Paris-Est                        |
| Dienststation / Betriebs- oder Güterbahnhof | 0,0                  | Mézy                                                              | 66 m                                                              |
| Abzweig geradeaus und nach links | 0,1                  | Bahnstrecke Paris–Strasbourg nach Strasbourg                      | Bahnstrecke Paris–Strasbourg nach Strasbourg                      |
| ehemaliger Haltepunkt / Haltestelle | 2,1                  | Crézancy                                                          | 68 m                                                              |
| ehemaliger Haltepunkt / Haltestelle | ~4,4                 | Connigis-Saint-Eugène                                             | 76 m                                                              |
| ehemaliger Bahnhof | 8,1                  | Condé-en-Brie                                                     | 83 m                                                              |
| Brücke über Wasserlauf |                      | Dhuis                                                             | Dhuis                                                             |
| ehemaliger Bahnhof | 14,4                 | Pargny-la-Dhuys                                                   | 146 m                                                             |
| Brücke über Wasserlauf | ~17,1                | Dhuis-Schlucht (17 m)                                             | Dhuis-Schlucht (17 m)                                             |
| Bahnhof | 18,1                 | Artonges                                                          | 165 m                                                             |
| Haltepunkt / Haltestelle | 20,8                 | Villemoyenne                                                      | 196 m                                                             |
| Grenze | 21,5                 | Aisne / Marne                                                     | Aisne / Marne                                                     |
| U-Bahn-Strecke von rechts und von halblinks |                      | Bahnstrecke La-Ferté-sous-Jouarre–Montmirail (CFD)                | Bahnstrecke La-Ferté-sous-Jouarre–Montmirail (CFD)                |
| U-Bahn-Bahnhof · Kopfbahnhof Strecke ab hier außer Betrieb | 25,7                 | Montmirail                                                        | 162 m                                                             |
| |                      |                                                                   |                                                                   |
| Brücke über Wasserlauf | 28,4                 | Petit Morin (8 m)                                                 | Petit Morin (8 m)                                                 |
| Bahnhof | 32,9                 | Bergères-sous-Montmirail                                          | 186 m                                                             |
| |                      | Bahnstrecke Épernay–Montmirail (CBR)                              |                                                                   |
| Bahnhof (Strecke außer Betrieb) | 35,8                 | Le Gault                                                          | 195 m                                                             |
| Abzweig geradeaus und von rechts (Strecke außer Betrieb) |                      | Bahnstrecke Gretz-Armainvilliers–Sézanne von Gretz-Armainvilliers | Bahnstrecke Gretz-Armainvilliers–Sézanne von Gretz-Armainvilliers |
| Betriebs-/Güterbahnhof Strecke bis hier außer Betrieb | 45,3                 | Esternay                                                          | 159 m                                                             |
| Abzweig ehemals geradeaus, nach links und ehemals von links |                      | Bahnstrecke Gretz-Armainvilliers–Sézanne nach Sézanne             | Bahnstrecke Gretz-Armainvilliers–Sézanne nach Sézanne             |
| Brücke über Wasserlauf (Strecke außer Betrieb) |                      | Grand Morin                                                       | Grand Morin                                                       |
| Haltepunkt / Haltestelle (Strecke außer Betrieb) |                      | Seu                                                               | Seu                                                               |
| Bahnhof (Strecke außer Betrieb) | 54,5                 | Les Essarts-La Forestière                                         | Les Essarts-La Forestière                                         |
| Haltepunkt / Haltestelle (Strecke außer Betrieb) | 58,5                 | Nesle-la-Reposte                                                  | 144 m                                                             |
| Bahnhof (Strecke außer Betrieb) | 62,7                 | Villenauxe                                                        | Villenauxe                                                        |
| Bahnhof (Strecke außer Betrieb) |                      | Le Plessis-Barbuise                                               | Le Plessis-Barbuise                                               |
| Haltepunkt / Haltestelle (Strecke außer Betrieb) |                      | Périgny-la-Rose                                                   | Périgny-la-Rose                                                   |
| Bahnhof (Strecke außer Betrieb) | 72,6                 | Lurey-Conflans                                                    | Lurey-Conflans                                                    |
| Grenze auf Brücke über Wasserlauf (Strecke außer Betrieb) |                      | Seine (zerstört); Marne / Aube                                    | Seine (zerstört); Marne / Aube                                    |
| Brücke über Wasserlauf (Strecke außer Betrieb) |                      | Canal de Dérivation de Bernières à Conflans (zerstört)            | Canal de Dérivation de Bernières à Conflans (zerstört)            |
| Abzweig ehemals geradeaus, ehemals nach rechts und von rechts | 77,1                 | Bahnstrecke Paris–Mulhouse von Paris-Est                          | Bahnstrecke Paris–Mulhouse von Paris-Est                          |
| Bahnhof | 78,7                 | Romilly-sur-Seine                                                 | 78 m                                                              |
| Abzweig ehemals geradeaus, nach rechts und ehemals von rechts |                      | Bahnstrecke Paris–Mulhouse nach Mulhouse-Ville                    | Bahnstrecke Paris–Mulhouse nach Mulhouse-Ville                    |
| Strecke (außer Betrieb) |                      | Bahnstrecke Oiry-Mareuil–Romilly-sur-Seine nach Oiry              | Bahnstrecke Oiry-Mareuil–Romilly-sur-Seine nach Oiry              |

Die Bahnstrecke Bahnstrecke Mézy–Romilly-sur-Seine ist eine eingleisige, nicht elektrifizierte Eisenbahnstrecke in Frankreich. Sie war die westlichste der vielen Verbindungsstrecken zwischen der nördlichen Bahnstrecke Paris–Strasbourg und der südlich gelegenen Bahnstrecke Paris–Mulhouse und gleichzeitig eine Nord-Süd-Verbindung zwischen dem Marne- und dem Aube- bzw. Seinetal, die beide schiffbar sind. Heute ist ein Großteil der Strecke entwidmet, die verbliebenen Reste zumindest ohne Personenverkehr. Personenzüge gingen immer durchgängig über Mézy hinaus bis Château-Thierry, weil Mézy nur einen Bahnsteig an dieser Strecke, nicht aber an dem Ast in Richtung Strasbourg hatte. Konzipiert und konzessioniert war diese Strecke zusammen mit der Bahnstrecke Château-Thierry–Oulchy-Breny, der eine durchgehende Verbindung von La Ferté-Milon bis Sézanne zugrunde lag.

## Geschichte
| Station           | Schließung      | Schließung   | Entwidmung |
|                   | Personenverkehr | Güterverkehr |            |
| ----------------- | --------------- | ------------ | ---------- |
| Mézy              |                 |              |            |
|                   | 04.10.1953      |              |            |
| Montmirail        |                 |              |            |
|                   | 04.10.1953      | 03.11.1969   | 29.10.1970 |
| Esternay          |                 |              |            |
|                   | 05.05.1939      | 01.04.1991   |            |
| Villenauxe        |                 |              |            |
|                   | 05.05.1939      | 03.11.1969   |            |
| Lurey-Conflans    |                 |              |            |
|                   | 05.05.1939      | Juni 1940    | 19.10.1967 |
| Romilly-sur-Seine |                 |              |            |

Mit einem Gesetz vom 31. Dezember 1875 wurde den Chemins de fer de l’Est die Konzession für Bau und Betrieb dieser Bahnstrecke erteilt. Die Eröffnung in ganzer Länge fand am 25. Oktober 1884 statt.
Ausgangspunkt der Züge war das zentral gelegene Esternay, von dem täglich zwei Zugpaare verkehrten. Die Strecke wurde in unterschiedlichen Abschnitten geschlossen, weil sowohl das Fahrgast- als auch das Güteraufkommen einen Weiterbetrieb der Strecke nicht rechtfertigte. Heute wird der verbliebene Streckenteil nur im Güterverkehr betrieben. Die Streckensicherung erfolgt manuell mit einer den Zug begleitenden Sicherungsperson.
Der Abschnitt Mézy–Artonges wird durch SNCF Réseau betrieben und zum Getreidetransport aus einem Silo in Artonges genutzt. Der folgende Abschnitt Artonges–Montmirail diente seit den 1990er-Jahren praktisch ausschließlich der Anbindung der Schienenfahrzeugwerkstatt der Compagnie des Chemin de Fer Départementaux (CFD) bzw. seit 2000 der Voies ferrées locales et industrielles (VFLI) in Montmirail. 2007 sperrte die Réseau ferré de France (RFF), Vorgänger von SNCF Reseau, diesen Streckenabschnitt. Am 7. Februar 2013 wurde der gesperrte Abschnitt in eine Installation Terminale Embranchée (ITE), eine Art Anschlussbahn, umgewandelt und von Mai bis Oktober 2013 wieder instand gesetzt.
Seit 2011 bemüht sich der private Verein TFBCO (Tourisme Ferroviaire de la Brie Champenoise à l’Omois) auf diesem letztgenannten Abschnitt um die Benutzung zu touristischen Zwecken. Neben der Instandsetzung eines Triebwagens soll von der SNCF der Bahnhof Montmirail zu deren Betriebszwecken gekauft werden. Im Jahr 2019 ist in den Monaten Mai bis September mit Sonntagsfahrten auf diesem Streckenabschnitt zu rechnen.